# Vlagyimir Vlagyimirovics Kavrajszkij
Vlagyimir Vlagyimirovics Kavrajszkij (oroszul: Владимир Владимирович Каврайский; 1884. április 10. – Leningrád, 1954. február 26.) Sztálin-díjas (1952) szovjet-orosz asztronómus, geodéta, térképész. 
Tanulmányait Harkov-ban végezte. 1921-től a Kuznyecov - Haditengerészeti Akadémia tanára. Életművének legnagyobb részét a navigációs problémák megoldása teszi ki.

## Emlékezete

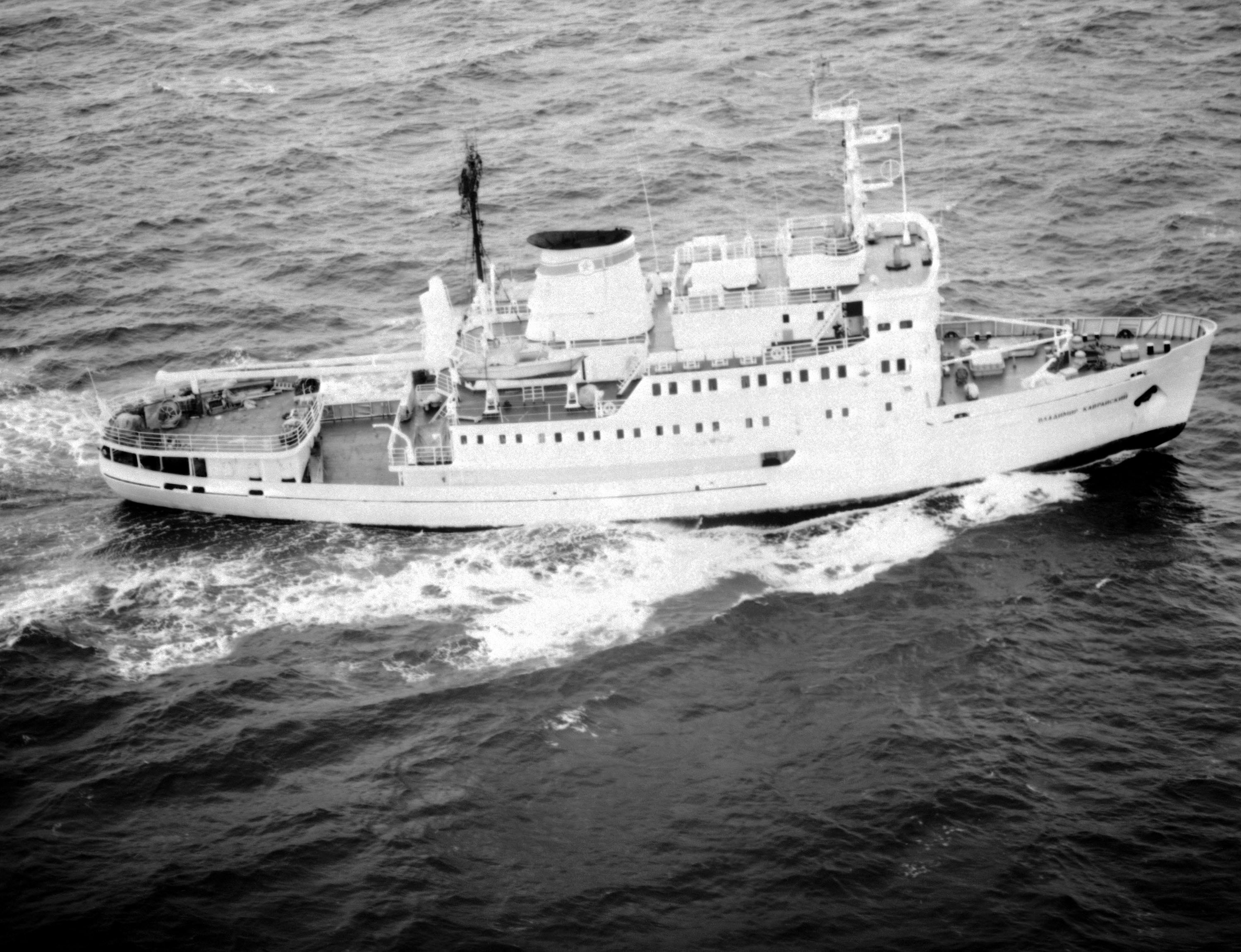
Az északi flotta Kavrajszkija (1991)

Az általa 1939-ben szerkesztett térképvetület és az Antarktisz egyik róla elnevezett magaslata állít emléket nevének. Róla nevezték el a Kuril-szigetekhez tartozó Urup-szigeten található hegyet, és egy dízelmotoros jégtörőt.